# Инфиаш (Визела)
Инфиаш (порт. Infias) — район (фрегезия) в Португалии, входит в округ Брага. Является составной частью муниципалитета Визела. Находится в составе крупной городской агломерации Большое Минью. По старому административному делению входил в провинцию Минью. Входит в экономико-статистический субрегион Аве, который входит в Северный регион. Население составляет 1765 человек на 2001 год. Занимает площадь 1,86 км².